# Ana Rodríguez Rosell
Ana Rodríguez Rosell (Madrid, 11 de abril de 1975) es una directora de cine, guionista y productora española.

## Trayectoria
Rodríguez estudió periodismo en la Universidad Complutense de Madrid. En el año 2007 fundó la productora Jana Films S.L. junto con un grupo de profesionales del mundo cinematográfico, con la finalidad de producir, dirigir y distribuir un tipo de películas centradas en las inquietudes humanas y en transmitir esperanza. Es socia de CIMA (Asociación de Mujeres Cineastas y de Medios Audiovisuales).

## Obra
Inició su andadura profesional con la realización de cinco cortometrajes: La Musa, Nueve, Una mujer para Ibu (2004), Esta es la noche (2005), Yo y mi terraza (2006), y dos documentales ¡EsperaFati! (2007), Quiero ser una gacela (2009), trabajos con los que consiguió varios premios.

Con su primer largometraje Buscando a Eimish, de 2011, participó en numerosos festivales internacionales y fue premiado en diversos certámenes. Está protagonizado por Óscar Jaenada, Manuela Vellés, Emma Suárez, Jan Cornet, Carlos Leal, Clara Würnell, Roberto Hoyas, Birol Ünel. Esta película trata sobre el papel que juegan las intuiciones, el destino y las energías en las relaciones humanas.
Su segundo largometraje Falling de 2016, es una coproducción entre República Dominicana y España, y está protagonizada por Emma Suárez y Birol Ünel. Esta película habla del amor, de la vida y de la muerte y la posibilidad de encontrarse en otra vida. Es una historia de liberación y de esperanza.

## Reconocimientos
Su primer largometraje, Buscando a Eimish, consiguió el premio "Signis" del Festival de Cine de Málaga, el Premio Revelación Alfa y Omega (2012), dos nominaciones a las Medallas del Círculo de Escritores Cinematográficos (música y director revelación), dos premios del Festival Evolution (mejor directora novel y mejor actriz principal) y una nominación al Círculo Precolombino.